# كيربيز دريم لاند 2
كيربيز دريم لاند 2 (بالإنجليزية: Kirby's Dream Land 2)‏ هي لعبة فيديو منصات للتمرير الجانبي تم تطويرها بواسطة هال لابوراتوري ونشرتها نينتندو لنظام ألعاب الفيديو المحمول غيم بوي. تم إصداره في اليابان في 21 مارس 1995، في أمريكا الشمالية في 1 مايو 1995، في أوروبا في 31 يوليو 1995، وفي أستراليا في 22 نوفمبر 1995.
تواصل كيربيز دريم لاند 2 مغامرات كيربي من دريم لاند وأدفانتشر، مضيفة ثلاثة أصدقاء للحيوانات لمساعدة كيربي في المعركة. يمكن لعبها على سوبر غيم بوي، وتعطي تغييرات طفيفة في اللعبة، مثل إضافة نظام ألوان مخصص وحدود خاصة للعبة وبعض المؤثرات الصوتية الجديدة.
تم إعادة إصدار اللعبة على الفرتشول كونسول الخاص بنينتندو 3دي أس في اليابان في 15 فبراير 2012، في مناطق بال في 17 مايو 2012، وفي أمريكا الشمالية في 1 أغسطس 2013. تم تضمين كيربيز دريم لاند 2 في لعبة كيربيز دريم كولكشن بمناسبة الذكرى العشرين لكيربي.

## الحبكة
القصة تتبع كيربي، من سكان دريم لاند. سُرقت جسور قوس قزح التي تربط جزر قوس قزح السبعة من قبل قوة شريرة تسمى دارك ماتر، التي امتلكت كينغ ديديدي، عازمة على قهر دريم لاند. ينطلق كيربي لهزيمة دارك ماتر، برفقة ثلاثة أصدقاء حيوانات جدد. بعد السفر عبر سبع جزر مختلفة، وصل كيربي إلى الملك ديديدي وهزمه.
إذا كان اللاعب قد جمع سابقًا كل قطرات قوس قزح السبع من كل جزيرة، فإنها تشكل في قوس قزح سيف وتطرد المادة المظلمة من ديديدي المهزومة. يمسك كيربي بالجسم الغامض، ويتبع دارك ماتر في المواجهة النهائية. يهزم دارك ماتر ويستخدم السيف لإنشاء قوس قزح جديد، وبالتالي استعادة السلام إلى دريم لاند.

## أسلوب اللعب

كيربي يسبح مع كين في المرحلة الثانية في ريبل فيلد.

كيربيز دريم لاند 2، مثل عناوين كيربي السابقة، هي لعبة فيديو منصات. يمكن لكيربي المشي والسباحة والطيران عبر مجموعة متنوعة من المستويات، باستخدام العديد من الحلفاء وقوى العدو للوصول إلى الهدف في نهاية كل مستوى. ومع ذلك، هناك مجموعة متنوعة من العقبات تكمن في طريقه. تتراوح هذه العوائق من الحفر إلى الأعداء. إذا لامس كيربي عدوًا، أو لامس عقبة خطيرة، أو أصيب بهجوم العدو، فسوف يفقد كيربي شريطًا واحدًا من الصحة (من إجمالي ست نقاط صحية). يمكن لكيربي استعادة الصحة المفقودة عن طريق تناول الطعام. إذا فقدت صحته بالكامل، أو سقط من أسفل الشاشة، يفقد اللاعب حياة. خسارة كل الأرواح تمنح اللاعب نهاية اللعبة.
تشمل قدرات كيربي الأساسية الجري والقفز والطيران والسباحة والاستنشاق. تتضمن الرحلة استنشاق الهواء (الزر العلوي)، متبوعًا بالضغط على زر القفز الذي سيجعل كيربي يطير. من خلال الضغط المستمر على زر القفز، يمكن لكيربي الوصول إلى أي ارتفاع (ما لم يمنعه شيء من الوصول إلى هذا الارتفاع). في أي وقت يستنشق فيه كيربي الهواء، يمكنه الزفير إما عن طريق الهبوط على الأرض أو يمكنك إطلاقه بنفسك. عندما يتم إطلاق الهواء، سوف يزفر كيربي نفخة من الهواء، والتي يمكن استخدامها لتدمير الأعداء أو تدمير الكتل.
استنشاق الأشياء والأعداء والطعام هي قدرة كيربي. لاستنشاق أي شيء، يجب على اللاعب الضغط باستمرار على الزر B. يمكن أن يستنشق كيربي بعد ذلك إلى أجل غير مسمى، وإذا كان هناك عدو أو شيء أو طعام في النطاق، فسوف يأكله كيربي. عندما يتم استنشاق الطعام، يتم ابتلاعه تلقائيًا وسوف يشفي كيربي إذا كان لديه أي ضرر. عندما يستنشق كيربي عدوًا أو شيئًا، يبقى في فمه. في هذه المرحلة، يمكن لكيربي إطلاق النار عليهم كنجم (مما يتسبب في تلف أي شيء في طريقه)، أو ببساطة ابتلاعهم. عندما يتم ابتلاع أعداء معينين، سيكتسب كيربي قدرتهم، مثل التنفس الجليدي أو القدرة على التحول إلى حجر.
يقدم كيربيز دريم لاند 2 أصدقاء الحيوانات، ثلاثة حلفاء جدد يمكن أن يركبهم كيربي لمساعدته في مغامرته: ريك الهامستر، الذي يجري أسرع ولا ينزلق على الجليد؛ هز البومة، التي يمكنها الطيران بسرعة حتى في ظل الرياح القاسية، وتسمح لكيربي بالاستنشاق أثناء الطيران؛ وكين سمكة سانفيش، الذي يمكنه السباحة عبر المياه بسهولة حتى في مواجهة التيارات (على الرغم من أدائه السيئ على الأرض)، والذي يمكن أن يستنشقه كيربي تحت الماء. عندما يتم مساعدة كيربي من قبل صديق حيواني، تتغير قوته الحالية. على سبيل المثال، إذا كان لدى كيربي القدرة على سبارك، فإن الركوب على ريك سيغيره إلى هجوم بيم من كيربيز أدفانتشر بينما سيسمح كوو لكيربي بإسقاط صاعقة البرق من السماء ويسمح كين لكيربي بإطلاق المصابيح الكهربائية على أعدائه.

## العرض
مثل كيربيز دريم لاند، تتميز صور كيربيز دريم لاند 2 بتدرج الرمادي وثنائي الأبعاد. ومع ذلك، عند اللعب على سوبر غيم بوي، هناك حدود خاصة مع أصدقاء حيوانات كيربي، ويتم رسم الرسومات بألوان محدودة. على سبيل المثال، تحتوي كل مرحلة على سمة ملونة، مثل «غراس لاند» باللون الأصفر، و «بيغ فورست» باللون الأخضر، وما إلى ذلك. تحصل خريطة العالم على المزيد من الألوان (كل «أرض» لها لونها الخاص، والسماء زرقاء مع غيوم بيضاء. أيضًا، يحتوي شريط الحالة في المستوى على مخطط ألوان منفصل خاص به. أيضًا، يحتوي تسلسل النهاية على لوحة ألوان فريدة تستخدم العديد من الألوان التي يسمح بها سوبر غيم بوي، مثل رسم كيربي على قوس قزح. تمت إضافة بعض المؤثرات الصوتية الخاصة باستخدام شريحة صوت وسوبر نينتندو أيضًا. في شاشة بدء اللعبة، يتم تشغيل صوت التصفيق؛ على شاشة تحديد المرحلة، هبوب رياح؛ وفي المرحلة الأخيرة، صوت دوي الرعد يلعب.
على عكس كيربيز دريم لاند الأصلية، فإن كيربيز دريم لاند 2 مؤلفة من كل من هيروكازو أندو وتاداشي إيكيغامي، وكلاهما ملحنان عاديان لهال لابوراتوري.

## التقييم
| التقييم                                                                |          |
| ---------------------------------------------------------------------- | -------- |
| نتائج المراجعة نشرة نقاط إلكترونك غيمينغ مونثلي 7.625/10 فاميتسو 29/40 |          |
| نتائج المراجعة                                                         |          |
| نشرة                                                                   | نقاط     |
| إلكترونك غيمينغ مونثلي                                                 | 7.625/10 |
| فاميتسو                                                                | 29/40    |

باعت اللعبة أكثر من مليون وحدة. عند الإصدار، سجل فاميتسو نسخة غيم بوي من اللعبة وهي 29 من أصل 40. كان لدى مراجعي إلكترونك غيمينغ مونثلي الأربعة ردود فعل متباينة على اللعبة، لكنهم قدموا لها توصية بالإجماع تستند أساسًا إلى الرسومات الصلبة والتنوع الكبير من القدرات التي يمكن أن يكتسبها بكيربي. وسجلوا 7.625 من 10. كما أشاد غيم برو بقدرات كيربي العديدة. على الرغم من أنهم اشتكوا من أن اللعبة تعيد تدوير الكثير من المحتوى من لعبة كيربيز دريم لاند الأصلية، فقد خلصوا إلى أنه «على الرغم من أن كل شيء ليس جديدًا في هذه اللعبة، إلا أن كل شيء ممتع بالتأكيد».
أدرجتها نينتندو باور على أنها عاشر أفضل لعبة فيديو غيم بوي / غيم بوي كولر، وأشادت بها لإضافة القدرة على اكتساب قوى جديدة عن طريق أكل الأعداء. بالإضافة إلى ذلك، لوحظت اللعبة لكونها واحدة من أصعب الألعاب للحصول على معدل إكمال بنسبة 100٪ في سلسلة كيربي.

## الملاحظات
1. ↑  تسمى في اليابان: هوشي نو كيربي 2 (بالإنجليزية:  Hoshi no Kirby 2‎؛ باليابانية: 星のカービィ2؟)